# Eucharius Ferdinand Christian Oertel

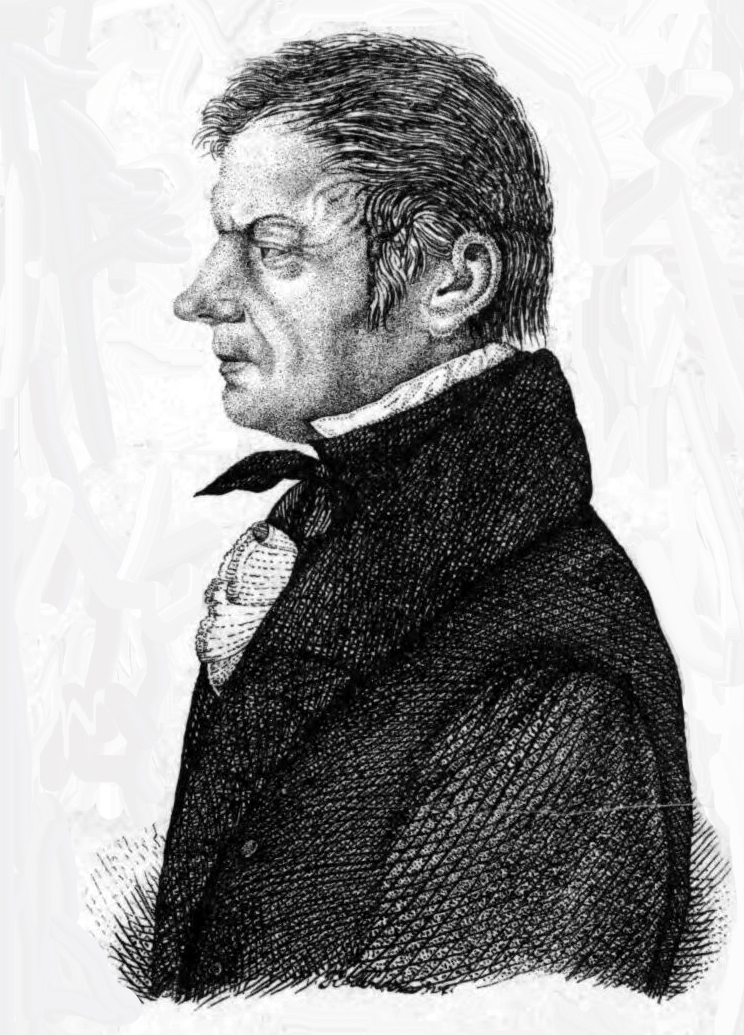
Eucharius Ferdinand Christ. Oertel 1765–1850

Eucharius Ferdinand Christian Oertel (* 13. Mai 1765 in Streitberg (Wiesenttal); † 16. Mai 1850 in Ansbach) war ein deutscher protestantischer Theologe, Philologe, Gymnasiallehrer und Naturheilkundler.

## Leben
Oertel wurde zunächst von seinem Vater unterrichtet und besuchte nach dessen Tode die angesehene Fürstenschule in Neustadt an der Aisch. Ab etwa 1785 studierte er in Erlangen Theologie und Philologie. Hier lernte er Arabisch, Englisch, Italienisch sowie Spanisch und besuchte auch medizinische Vorlesungen. 1789 wurde er mit einer Arbeit über den Brief des Paulus an die Römer zum Dr. phil. promoviert. Nach einer Anstellung als Hauslehrer wurde er 1795 Gymnasiallehrer in Ansbach, wo er bis zu seiner Emeritierung 32 Jahre lang tätig war.
Oertel verfasste zahlreiche theologische, philologische und naturheilkundliche Schriften. Er übersetzte die Bibel und beschäftigte sich mit dem Reformator Martin Luther, edierte, übersetzte und kommentierte antike Werke von Homer, Aischylos, Euripides, Marcus Tullius Cicero sowie die Römische Geschichte von Titus Livius, gab Fremdwörterbücher heraus und übertrug neben eigenen Werken zur Naturheilkunde auch entsprechende Bücher aus dem Englischen. Oertels Bearbeitung der Wasserheilkunde von Johann Siegmund Hahn, erstmals herausgegeben 1833/34, verwendete Sebastian Kneipp ab 1848 zur Entwicklung seines eigenen Verfahrens. Ebenso war Oertel Lehrer von Lorenz Gleich.
Für die Allgemeine Deutsche Biographie stufte Richard Hoche 1887 die philologischen Werke am höchsten ein und kritisierte die theologischen (wo Oertel „den plattesten Rationalismus breit trat“) sowie die naturheilkundlichen („sind werthlos“). Die Bearbeitung von Blancardi Lexicon Medico-Chirurgicum lobte er ebenso wie die Autobiografie „des begabten, aber zerfahrenen Mannes“ (beide Werke sind 1840 erschienen).

## Schriften (Auswahl)

### Theologie
- Novae versionis Germanicae Pauli ad Romanos Epistolae Specimen praemisso meletemate succincto super loco Rom. VII, 26.27. Kunstmann, Erlangen 1789. (philosophisch-theologische Dissertation)
- Der Teufel in seiner Ohnmacht: Ein Fragment von einem Antidiabolikus. Zur Förderung einer vernünftigen Religionsaufklärung. Palm, Erlangen 1790.
- Christologie oder die Resultate der neuesten eregetischen Aufklärungen über den Artikel von der Gottheit Christi. Ein systematischer Versuch, besonders den jungen Theologen gewidmet. Zwei Bände. 1792.
- Antijosephismus oder Kritik über eines Ungenannten schriftmäßigen Beweis daß Joseph der wahre Vater Christi sey. Erlangen 1792.
- Versuch einer philosophischer Bibelerklärung welcher Pauli Brief an die Römer philosophisch geprüft übersetzt und erläutert, enthält. Zur Wiederherstellung des reinen Vernunftchristentums. 1793.
- als Bearbeiter von Martin Luther: Katechismus. Gassert, Ansbach 1808 bis 1810.
- Die Bibel, oder die ganze Heilige Schrift des Alten und Neuen Testaments. Aus den Grundsprachen übersezt und durch die nöthigen Anmerkungen erläutert. Gassert, Ansbach 1817.
- Die Presbyterien der Herren Lehmus, Fuchs, Kaiser, Veillodter, Pflaum, Stephani, nach Schrift und Vernunft, Geschichte und Recht. Campe, Nürnberg 1822.
- Geschichte der vornehmsten Reformatoren und der Folgen ihrer Bemühungen. Von Jesus Christus an bis auf Martin Luther und den dreißigjährigen Krieg. Campe, Nürnberg 1830.
- Kritik der Augsburgischen Konfession, nebst Vorschlag zu einer neuen Konfession. Grau'sche Buchhandlung, Bayreuth 1831.

### Philologie
- De germanismis linguae latinae apparentibus. Zwei Bände. Brügel, Ansbach 1801.
- Gemeinnüziges Wörterbuch zur Erklärung und Verteutschung der im gemeinen Leben vorkommenden fremden Ausdrükke. Ein tägliches Hülfsbuch für Beamte, Kaufleute, Buchhändler, Künstler, Handwerker und Geschäftsmänner aus allen Klassen. 2. Auflage in zwei Bänden. Gassert, Ansbach 1806.
- als Editor von Marcus Tullius Cicero: Cato maior, sive dialogus de senectute. Ansbach 1820.
- als Übersetzer: Cato der ältere, oder Abhandlung vom Greisen-Alter. Ansbach 1820.
- als Editor von Marcus Tullius Cicero: Laelius sive de Amicitia. Ansbach 1821.
  - als Übersetzer: Lälius oder Abhandlung von der Freundschaft. Ansbach 1821.
- Grammatisches Erklärungsbuch über Ciceronis Cato Maior. München 1821.
- als Übersetzer von Homer: Homers Ilias. Zwei Bände. Fleischmann, München 1822/23.
- Gemeinnütziges Fremdwörterbuch zur Erklärung und Verdeutschung der in unsrer Sprache vorkommenden fremden Wörter und Ausdrücke, nach ihrer Rechtschreibung, Aussprache, Abstammung und Bedeutung aus alten und neuen Sprachen erläutert. 4. Auflage. Gassert, Ansbach 1830.
- Taubmanniana, oder des launigen Wittenberger Professors Friedrich Taubmann aus Wansens Leben Einfälle und Schriftproben. Fleischmann, München 1831.
- als Übersetzer von Aischylos: Agamemnon. Seidel, Sulzbach 1832.
- als Übersetzer von Euripides: Helena. Seidel, Sulzbach 1832.
- Grammatisches Wörterbuch der deutschen Sprache. Zwei Bände. Fleischmann, München 1834.
  - 2. Auflage. Fleischmann, München 1835.
  - 3. Auflage. Fleischmann, München 1838.
- als Übersetzer von Euripides: Orestes. George Jaquet, München 1836.
- als Übersetzer von Homer: Homer's Odyssee. Augsburg 1836.
- Georg Ludwig Oeder der erste Rektor bei der Einweihung des neuen Gymnasiums in Ansbach am 12. Juni 1737 dargestellt bei dessen heuriger Jubelfeier am 12. Juni 1837, nebst einer Chronik der Stadt Ansbach wie sie war und ist. Campe, Ansbach 1837.
- Fremdwörterbuch in deutscher Schrift- und Umgangssprache aus allen Fächern des menschlichen Wissens und Treibens. 5. Auflage in zwei Bänden. Heyder, Erlangen 1840.
- als Übersetzer von Titus Livius: Titus Livius Römische Geschichte. Vollständig in acht Bänden mit neun Stahlstichen. Rieger, Stuttgart 1840.

### Naturheilkunde
- De aquae frigidae usu Celsiano. München 1826. (philosophisch-medizinische Dissertation) (Digitalisat).
- Die Indische Cholera einzig und allein durch kaltes Wasser vertilgbar. 2. Auflage. Campe, Nürnberg 1831 (Digitalisat).
- Victoria Kaltwasser hat die Cholera besiegt. Ein thatsächlicher Bericht. Ansbach 1831 (Digitalisat).
- Unterricht von der wunderbaren Heilkunst des frischen Wassers bei dessen innerlichem und äußerlichem Gebrauche. Voigt, Ilmenau 1831 (Digitalisat).

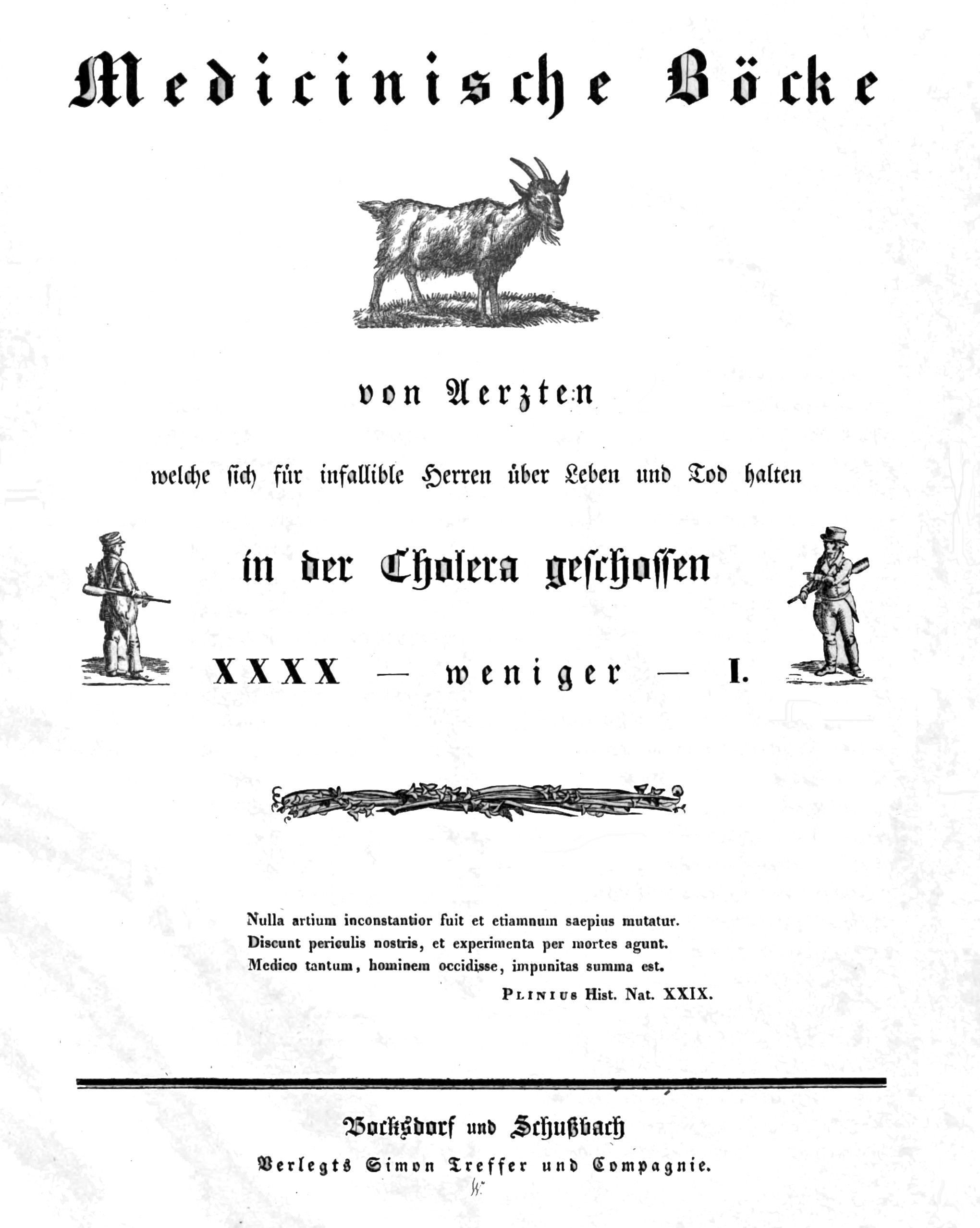
Medicinische Böcke ... 1831

- Medicinische Böcke von Ärzten, welche sich für infallible Herren über Leben und Tod halten, in der Cholera geschossen XXXX weniger I. Nürnberg 1831 (Digitalisat).
- Kritik der bisherigen Cholera-Kuren, nach den Berichten der Herren DD. Radius und Kleinert. Seidel, Sulzbach 1832 (Digitalisat).
- als Übersetzer von John Smith: Ueber die heilsame Kraft des gemeinen Wassers. 3. Auflage. Campe, Nürnberg 1834 (Digitalisat).
- Pater Bernhard, ein Kapuziner, als weltberühmter Eiswasser-Doktor. Franke, Leipzig 1834 (Digitalisat).
- als Bearbeiter von John Hancocke: Dr. John Hancocke, ein englischer Wasserarzt, vom gemeinen Wasser als dem besten Fiebermittel. Scheible, Stuttgart 1834 (Digitalisat).
- Vincenz Prießnitz, oder Aufruf an alle Staatsregierungen Deutschlands zur Errichtung von Wasserheilanstalten. Franke, Leipzig 1834 (Digitalisat).
- Wie dem Dr. Nasse fünf und zwanzigmal der Kopf gewaschen wird. Campe, Nürnberg 1834 (Digitalisat).
- Anweisung zum heilsamen Wassergebrauche für Menschen und Vieh in den gangbarsten Krankheiten und Leibesgebrechen von A - Z. Campe, Nürnberg 1834 (Digitalisat); 2. Aufl. 1835 (Digitalisat).
- als Übersetzer von John Floyer: Von den herrlichen Wirkungen des kalten Badens und Trinkens des kalten Wassers, nebst einem Anhange: Von den Heilkräften des Essigs und der Milch. Scheible, Stuttgart 1834 (Digitalisat).
- als Bearbeiter von Johann Siegmund Hahn: Unterricht von der Heilkraft des frischen Wassers. Campe, Nürnberg 1834 (Digitalisat).
- Kurzer Bericht von den seitherigen Wasserkuren an Menschen und Vieh. Campe, Nürnberg 1835 (Digitalisat).
- Geschichte der Wasserheilkunde von Moses bis auf unsere Zeiten. Leipzig 1835 (Digitalisat).
- Öffentliche Beschwerde über die unglückliche Behandlung der Cholera in München: Ende November 1836. Nürnberg 1837 (Digitalisat).
- Die Cholera oder Brechruhr in ihrer allopathischen und hydropathischen Behandlung. Campe, Nürnberg 1837 (Digitalisat).
- Meine Land- und Wasserreise von Ansbach über München, Passau, Wien, Brünn und Olmüz nach Gräfenberg zum Herrn Wasserdoktor Vincenz Prießnitz im Juli und August 1836. Campe, Nürnberg 1837 (Digitalisat).
- Die Freuden und Leiden der Wasserheilkunde. Nürnberg 1838 (Digitalisat).
- Warum sterben so gar viele Kinder in ihrem ersten Lebensjahre? Und wodurch kann man dieses Uebel verhüten? Campe, Ansbach 1838 (Digitalisat).
- Die Wasserheilkunde in ihrem Fortschreiten, oder Joseph Bleiles wundervolle Heilungen durch Wasser. Mit vielen höchst merkwürdigen Zeugnissen. Fleischmann, München 1838 (Digitalisat 1. Heft) (Digitalisat 2. Heft).
- Für Leben und Gesundheit!: Aufruf an die gebildete Welt zur Selbstbelehrung über die Wunderkräfte des frischen Wassers ... vermittelst der Jahrbücher der Wasserheilkunde. Ohne Ort, ca. 1840 (Digitalisat).
- Der Professor Dr. Oertel in Ansbach, ... bittet als Nestor der Wasserheilkunde eine Hohe Bundes- und Stände-Versammlung um … Ansbach 1846 (Digitalisat).

### Selbstzeugnis
- Professor Dr. Oertel in Ansbach, keiner Akademie Mitglied, keiner Behörde Rath, keines Ordens Ritter, als Theolog, Philolog und Hydrolog von ihm selbst dargestellt, nebst Verzeichniß seiner 70 Druckschriften. Palm, Erlangen 1840 (Digitalisat).